# 川手甫雄
川手 甫雄（かわて すけお、1881年（明治14年）4月30日 - 1947年（昭和22年）1月9日 ）は、日本の政治家、農業経営者。衆議院議員（立憲政友会）、山梨県 北巨摩郡若神子村長。 

## 来歴
山梨県北巨摩郡多麻村（須玉町を経て現在の北杜市）で篠原俾孝の二男として生まれ、1900年（明治33年）に若神子村（現:北杜市）の川手四郎兵衛の婿養子として迎えられた。農業を営んだ。
北巨摩郡会議員、若神子村会議員、若神子村長を務めた後、1919年（大正8年）に山梨県会議員に当選し4期在任し、県参事会員、県会議長に在任した。1932年（昭和7年）2月、第18回衆議院議員総選挙に立憲政友会から立候補して当選し、衆議院議員を1期務め、政友会山梨支部幹事長兼相談役となった。議員在職中の1934年、満州国建国に功労があったとして勲四等を受賞した。
その後、山梨県畜産組合連合会会長、駒電力株式会社社長、山梨県農業会初代会長などを務めた。

## 親族
- 妻 川手まつの（養父・四郎兵衛長女）[2]
- 長男 川手淳一（山梨トヨタ自動車社長、テレビ山梨取締役）[5]
- 二男 川手泰二（名古屋放送株式会社代表取締役社長、会長）[5][注釈 3]
- 三男 川手雄三（日軽アルミニウム工業専務）[5]